# Scholes (Bradford)
Scholes – osada w Anglii, w hrabstwie ceremonialnym West Yorkshire, w dystrykcie metropolitalnym Bradford. Leży 29 km na zachód od miasta Leeds i 288 km na północny zachód od Londynu.